# Doshin the Giant
Doshin the Giant (巨人のドシン?, Kyojin no Doshin) è un videogioco sviluppato da Param e pubblicato nel 1999 per Nintendo 64DD. Originalmente distribuito solo in Giappone, del gioco è stato realizzato nel 2002 un remake per Nintendo GameCube commercializzato anche in Europa.

## Modalità di gioco
Descritto da Kazutoshi Iida come un incrocio tra Populous e Mario, il gioco presenta modalità di gioco simili a Black & White.